# 越前谷儀仁
越前谷 儀仁（えちぜんや よしひと、1973年 - ）は、自衛官の経歴を持つアメリカ海兵隊の軍人。神奈川県出身。

## 略歴
高校を卒業後に陸上自衛隊に入隊、精鋭の第1空挺団に配属を希望し、第1空挺団の救護隊員として勤務する。
1993年、グリーンカード取得を機に、陸上自衛隊を退職して渡米。
2002年、アメリカ海兵隊に志願、アメリカ海兵隊の新兵訓練であるブーツキャンプ（Boot Camp）、SOI（School of Infantry:歩兵学校）を修了し、29パームス基地の第7海兵連隊に配属される。
2003年6月、イラク戦争に派遣され、ナジャフ、バビロンからバグダッドまでイラク戦争の掃討作戦に従事しイラク軍を制圧し戦う。イラクから帰国後、原隊であるカリフォルニア州29パームス基地にて勤務する。
2005年7月、2回目のイラク派遣となり、激戦地であるファルージャで戦う。2006年1月に7か月間のイラク派遣を終えて帰国。
帰国後は、伍長に昇進し、29パームス基地にて、モハビ・バイパー（イラク専用市街地戦闘訓練所）で仮想敵役（アグレッサー部隊）として勤務する。
2006年10月、4年間の契約を終えて名誉除隊する。
現在は、アメリカ陸軍予備役に所属する。陸軍内ではROTCインストラクターとして勤務し、欧米ではセキリティーコンサルタント業や自衛隊、海兵隊での経験を生かした歩兵装備品の開発研究のアドバイザーを手がけている。また、日本のミリタリー専門誌でたびたび記事を執筆し、軍事産業や現代社会の危機管理能力などを分析するなど、幅広い分野で活動をしている。

## 著書
- 『デビルドッグ-アメリカ海兵隊日本人伍長のイラク戦記』並木書房、2008年、ISBN 978-4-89063-224-4